# Villa romana de Cortijo Robledo
La villa romana de Cortijo Robledo es un yacimiento arqueológico correspondiente a una villa romana agrícola destinada a la producción de aceite de oliva y habitada entre los siglos I y V. Estaría vinculada a la cercana ciudad romana de Aratispi. Fue descubierta durante las obras de construcción de la Autopista de las Pedrizas en 2008, en el término municipal de Antequera, Andalucía.

## Descubrimiento
La villa romana fue encontrada por Antonio Rambla Torralvo mientras se realizaba el seguimiento arqueológico de los trabajos de construcción de la Autopista de las Pedrizas a principios de 2008. El hallazgo de los restos precisó de sondeos arqueológicos manuales por Cristina Chacón Mohedano entre mayo y junio de ese mismo año. Debido a que el trazado de la futura autopista afectaba radicalmente a la estructura, los restos fueron trasladados entre el 27 de agosto y el 23 de diciembre de 2008 a un nuevo emplazamiento cuatro kilómetros al sur en una pequeña loma artificial meridional al cerro de Robledo, a unos 630 metros sobre el nivel del mar.
A pesar de que la cronología es difícil de detallar debido a la práctica ausencia de pavimentos, los diferentes reforzamientos hacen suponer un gran uso a lo largo del tiempo, datándose entre su fundación en el siglo I hasta su abandono en los siglos IV-V. Su ubicación en este lugar no es de extrañar, debido a que era un paso de control montañoso en la vía romana entre Antikaria (Antequera) y Malaka (Málaga), así como Corduba (Córdoba) más al norte. Además, su cercanía a ríos como el Cauche, el Campanillas y el Guadalhorce han promovido la existencia de otros yacimientos y asentamientos a su alrededor.

## Estructura
El complejo, cuya planta se conservó en su totalidad, consta de dos edificios denominados sector norte y sector sur, los cuales ocupan unas dimensiones de 249,27 metros cuadrados y 141,98 metros cuadrados, respectivamente. La villa tenía como función la elaboración y producción de aceite de oliva, de hecho, se ha conservado el área productiva (pars fructuaria) con los restos de una pileta de decantación (labrum), salas de prensa o de molienda de la aceituna (torcularium), sala de trasvase y refinamiento (dolium) y salas de almacenamiento. Los muros conservados fueron realizados de mampostería, a excepción de algunas tégulas, alcanzado el grosor de los muros de media unos 0,60 metros.
El edificio del sector sur correspondería a la casa del señor o dominus, que estaría separado de la zona productiva a través de un pasillo rectangular al aire libre; sin embargo, también se han encontrado restos de un estuco policromado en el sector norte, indicando también su uso como zona residencial. La casa del dominus en el sector sur alberga un recibidor o atrio, un patio para recoger el agua de lluvia (impluvium), una pequeña sala con un hipocausto, así como la existencia de termas privadas revestidas con opus signinum para garantizar su impermeabilidad.